# A Small Town Girl
A Small Town Girl er en amerikansk stumfilm fra 1914 af Allan Dwan.

## Medvirkende
- Pauline Bush som Ruth
- William Lloyd
- Lon Chaney
- Richard Rosson som Dick
- Rupert Julian